# قسطور
القَسْطُور (باللاتينية: Quaestor) في روما القديمة هو لقب كان يتولَّى صاحبه الإشراف على الشؤون المالية في الدولة وتدقيق الحسابات النقدية. كان ينتخب القسطور انتخاباً مستقلاً أثناء عهد الجمهورية الرومانية، لكن بعدل التحول إلى إمبراطورية أصبح ذوو المناصب الأعلى يختارون من سيكون القسطور. لا زال اللقب يستعمل حتى اليوم في إيطاليا ورومانيا كرتبةٍ عالية الشأن بين الشرطة.

## التاريخ
يعود أصل منصب القسطور إلى أيام المملكة الرومانية، حيث كان يتولى القسطور (المُسمَّى في حينه Quaestores parricidii) وقتها التحقيق في الجرائم المالية كاختلاس الأموال وغيره، وقد يكون توظيفه جاء ظرفياً عند الحاجة إليه عوضاً عن أن يكون منصباً دائماً. ثمة اختلاف بين المؤرخين عن أول مرة استعمل فيها المنصب، حيث يرجعه البعض إلى حين تأسيس مدينة روما الأسطوري على يد رومولوس ورموس. اشتق مصطلح قسطور من الكلمة اللاتينية quaero بمعنى «التحقيق» في قضية، حيث كانت وظيفة القسطور هي التحقيق في الشؤون والمشاكل المالية. وقد ضلَّلت هذه التسمية بعض المؤلفين، الذين افترضوا أنَّ القسطور في البداية كان منصباً للتحقيق بالجرائم الجنائية، ثم تطور مع الوقت ليشمل الشؤون المالية. في الوقت الحالي، يعارض معظم الباحثين هذه الفرضية.
في عهد الجمهورية الرومانية، أصبح القسطور منصباً منتخباً يتولى الإشراف على الشؤون المالية للدولة والجيوش والموظَّفين. ليس من المعروف متى بالضبط ظهر منصب القسطور بشكله العام عالي السلطة هذا، لكن بحلول نحو عام 420 ق.م أصبح هناك أربعة حاملين لمنصب القسطور في روما، ينتخبهم سنوياً مجلسٌ شعبي يمثل مواطني المدينة (وهو واحدٌ من المجالس التشريعية الرومانية). ومنذ سنة 267 ق.م زيد العدد من أربعة إلى عشرة. كُلِّف بعض القسطورون بالعمل ضمن حدود المدينة، بينما تولَّى بعضهم الآخر الخدمة في الجيش ليكونوا مساعدين للضباط أو نائبين عن حكام المقاطعة الرومان، كما وقد عمل البعض كمسؤولين ماليِّين للجيش. كان ينصَّب قسطورًا خاصًاا بكل حاكم وقنصل روماني.
كان يعد القسطور أعلى مرتبة في هرم الصلاحيات الحكومي الروماني، حيث كان يمنح عادة لأطربون سابق. كان يمكن للرجل الروماني الذي ينتخب لمنصب القسطور أن يحظى بحقّ الجلوس في مجلس الشيوخ، ومن هناك يمكنه التدرج للحصول على وظائف عالية جداً في السلك الحكومي.